# Leandro & Leonardo Vol. 6
Leandro & Leonardo é o sexto álbum da dupla sertaneja Leandro & Leonardo, lançado em outubro de 1992 pela gravadora Chantecler, foi produzido por César Augusto. O álbum fez grande sucesso nacional e internacional, e emplacou o sucesso "Temporal de Amor". Outros sucessos foram "Esta Noite Foi Maravilhosa", versão da canção "Wonderful Tonight", do cantor e compositor britânico Eric Clapton; "Mais Uma Noite Sem Você" (original de Wilson & Soraia, "O Que Eu Sinto é Amor", e "Vem Fazer Amor Comigo". O álbum alcançou a margem de 1.000.000 de cópias.

## Faixas
| N.º | Título                                           | Compositor(es)                               | Duração |  |
| 1.  | "O Que Eu Sinto É Amor"                          | Piska / João Gabriel                         | 3:32    |  |
| 2.  | "Um Arraso de Mulher"                            | Zezé Di Camargo                              | 4:20    |  |
| 3.  | "Fim de Semana Sem Você"                         | Fátima Leão / Elias Muniz                    | 3:57    |  |
| 4.  | "Conta Pra Ela"                                  | Rick                                         | 3:22    |  |
| 5.  | "Mais Uma Noite Sem Você"                        | Mário Soares / Mauro Soares                  | 3:00    |  |
| 6.  | "Você É Doida Demais"                            | Lindomar Castilho / Ronaldo Adriano          | 2:59    |  |
| 7.  | "Não Durmo Sem Ela"                              | Jairo Góes                                   | 3:00    |  |
| 8.  | "Amor Vampiro"                                   | César Augusto / César Rossini / Cecílio Nena | 3:26    |  |
| 9.  | "Temporal de Amor"                               | Cecílio Nena                                 | 4:04    |  |
| 10. | "Esta Noite Foi Maravilhosa (Wonderful Tonight)" | Eric Clapton (versão: Paulinho Rezende)      | 3:41    |  |
| 11. | "Vem Fazer Amor Comigo"                          | César Augusto / César Rossini                | 3:17    |  |
| 12. | "Chega"                                          | Passageiro / Aderson Alves                   | 3:44    |  |

## Certificações
| Brasil (ABPD)                             | Diamante | 1992 | 1.000.000* |
| *número de vendas baseado na certificação |          |      |            |